# Walford, Letton and Newton
Walford, Letton and Newton är en civil parish i Storbritannien.   Den ligger i grevskapet Herefordshire och riksdelen England, i den södra delen av landet, 210 km väster om huvudstaden London. Orten har 179 invånare (2011).